# Застава Конфедеративних Америчких Држава
Застава Конфедеративних Америчких Држава је званична застава ове бивше заједнице држава, која је кориштена током Америчког грађанског рата (1861—1865), у неколико дизајнерских верзија. Осим државне заставе, такође је позната и Борбена застава Конфедерације. Након завршетка рата, бројне верзије ове/ових заставе су и даље кориштене, како приватно тако и од званичних институција, али уз бројне контроверзе.
Државне заставе Мисисипија, Џорџије и Тенесија су базиране на застави Конфедерације. Застава Северне Каролине је базирана на застави бивше државе из 1861. када се одвојила од Уније и прикључила Конфедерацији. Заставе Алабаме и Флориде су највероватније настале по узору на заставу Конфедерације, мада је то и даље неразјашњено.

## Опис заставе

### Прва државна застава („Звезде и пруге“)
Прва службена застава Конфедерације, звана „Звезде и пруге“, је кориштена од 4. марта 1861. до 21. маја 1861. године.
Прву државну заставу Конфедерације дизајнирао је пруски уметник Никола Маршал у Мериону, држава Алабама. Звезде и пруге су прихваћене као застава 4. маја 1861. у Монтгомерију, Алабама. Маршал је такође дизајнирао и униформу војске.

### Друга државна застава („Неупрљани барјак“)
Током избора за другу државну заставу, предложено је много различитих дизајнерских решења, од којих су готово сви користили основу Борбене заставе, а која је до 1863. године постала врло позната и широко прихваћена. Нови дизајн је одредио Конгрес Конфедерације као бело поље од којег две трећине ширине заузима бела површина, на којој се налази плави јужњачки крст издвојен белом линијом од црвене подлоге у којем се налази 13 белих звезда петокрака као симбол 13 држава конфедерације.

### Трећа државна застава („Крвљу обојени барјак“)
Трећа државна застава је усвојена 4. марта 1865. године, непосредно пре слома Конфедерације. Ова застава се не разликује превише од друге државне заставе осим додатог црвеног поља на десној страни. Ову промену је у Сенату Конфедерације дизајнирао Артур Л. Роџерс који је нагласио да превише беле боје на застави може погрешно да се протумачи као примирје или предаја. Додавање поља црвене боје имало је додатну намеру да плава боја (која се сматрала бојом Севера) буде што мање уочљива на застави.

## Галерија историјских застава Конфедерације
- Прва застава Конфедерације
 „7 звезда и пруге“ 
 (4. март – 21. мај 1861)
- Прва застава Конфедерације
 „9 звезда и пруге“ 
 (21. мај – 2. јул 1861)
- Прва застава Конфедерације
 „11 звезда и пруге“ 
 (2. јул – 28. новембар 1861)
- Прва застава Конфедерације
 „13 звезда и пруге“ 
 (28. XI 1861–1. III 1863)
- Друга застава Конфедерације
 (1. мај 1863–4. март 1865)
- Друга застава Конфедерације
 (1. мај 1863–4. март 1865)
- Трећа застава Конфедерације
 (након 4. марта 1865)
- Трећа застава Конфедерације
 (након 4. марта 1865)

## Галерија морнаричких застава Конфедерације
- Морнаричка застава 
 прва верзија 
(1861–1863)
- Морнаричка застава 
 друга верзија 
(1861–1863)
- Морнаричка застава 
 прва верзија 
(1863–1865)
- Морнаричка застава 
 друга верзија 
(1863–1865)

## Галерија застава неких држава Конфедерације
- Застава Џорџије
- Застава Мисисипија (2001–2020)
- Прва застава Тенесија
- Ранија застава Алабаме